# Stomatosema breviseta
Stomatosema breviseta är en tvåvingeart som beskrevs av Fedotova och Vasily S. Sidorenko 2006. Stomatosema breviseta ingår i släktet Stomatosema och familjen gallmyggor. Inga underarter finns listade i Catalogue of Life.